# Deep Insanity
Deep Insanity(딥 인사니티)는 스퀘어 에닉스에 의한 미디어 믹스 작품이다.
Deep Insanity NIRVANA(딥 인사니티 니루바나)가 『월간 빅 간간』(스퀘어 에닉스)에서 2020년 1월 24일 발매의 Vol.02부터 발간을 개시.
2021년 9월에는 어플리케이션 게임 Deep Insanity ASYLUM(딥 인사니티 어사이움)가 착신 개시.
2021년 10월부터 TV 애니메이션 Deep Insanity THE LOST CHILD(딥 인사니티 더 로스트 차일드)가 방영예정.